# Børge Raahauge Nielsen
Børge Raahauge Nielsen (født 26. marts 1920 i Køge, død 5. oktober 2010 i Odense) var tidligere politiinspektør i Odense.
Nielsen var ansat i politiet i 47 år og fra 1973 til 1989 var han leder af ordenspolitiet i Nyborg Politikreds.

## Sport
Nielsen spillede blandt andet i boldklubben i barndomsbyen Køge, hvor han var med til at vinde både de danske og de
nordiske mesterskaber samt var medlem af Køge Roklub
Ved OL i 1948 i London vandt Nielsen bronze-medalje som roer i firer med styrmand, en bådtype, der siden 1992 ikke deltager ved OL.